# Église Saint-Nicolas de Baljevac
Pour les articles homonymes, voir Église Saint-Nicolas.
L'église Saint-Nicolas de Baljevac (en serbe cyrillique : Црква Светог Николе у Баљевцу ; en serbe latin : Crkva Svetog Nikole u Baljevcu) est une église orthodoxe serbe située à Baljevac, dans le district de Raška et dans la municipalité de Raška en Serbie. Elle est inscrite sur la liste des monuments culturels de grande importance de la république de Serbie (identifiant no SK 500).

## Présentation
Si l'on en juge d'après son architecture, l'église Saint-Nicolas de Baljevac remonte à la fin du XIIe siècle ou au début du XIIIe siècle ; son histoire est inconnue jusqu'au XVIIIe siècle ; on sait seulement qu'elle était située dans le centre économique de l'État serbe médiéval, près de la ville de Brvenik, dont la forteresse en ruine est aujourd'hui classée.
L'église est constituée d'une nef unique subdivisée en trois travées et prolongée par une large abside demi-circulaire ; l'édifice est construit en pierre de taille, tandis que l'encadrement des ouvertures est sculpté dans le marbre blanc. Les façades sont rythmées par de grandes arcatures, dont certaines sont aveugles.

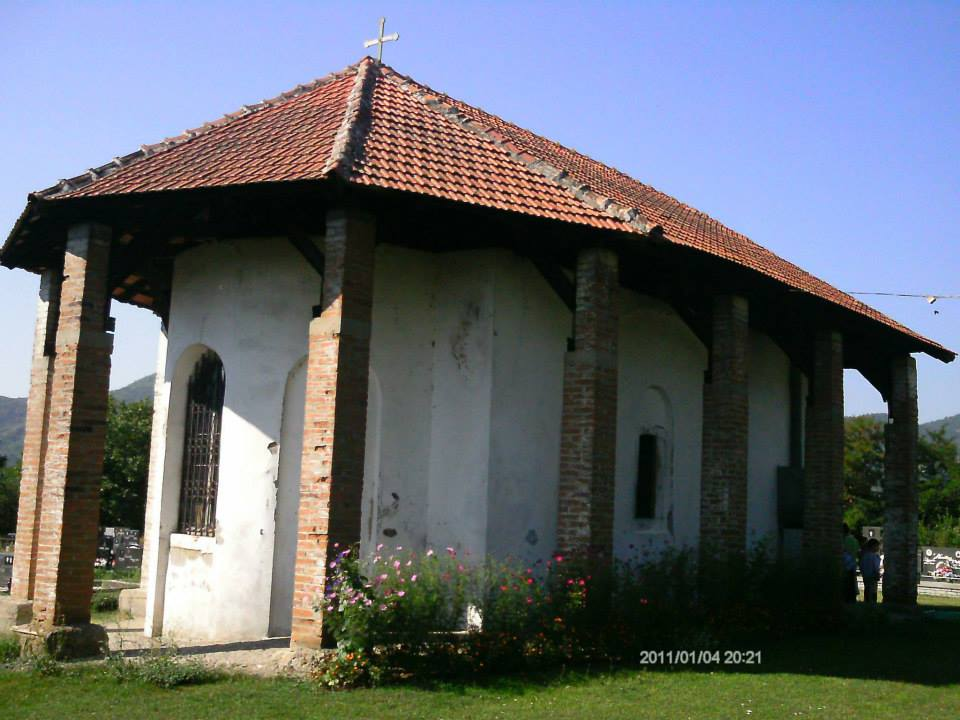
Autre vue de l'église

L'église conserve des fragments de fresques, notamment dans les niches, caractéristiques du style de la peinture du milieu du XIVe siècle ; un cycle est consacré à la vie de saint Nicolas.
Lors de travaux de restauration réalisée en 1935 et 1936, l'église a été recouverte d'une structure protectrice supportée par neuf piliers et située à environ 50 cm des murs de l'édifice. Des travaux de restauration des fresques ont été effectués en 1969.